# Goodbye Horses
«Goodbye Horses» es una canción de 1988 cantada por Q Lazzarus. Fue escrita y producida por William Garvey. Hay tres versiones de la canción con duraciones de 3:12, 4:20 y la versión extendida de 6:28.
Según su autor, «la canción trata de la trascendencia sobre los que ven el mundo solo como terrenal y finito. Los caballos representan los cinco sentidos tratados en el Bhagavad-gītā y la capacidad de elevar la percepción sobre estas limitaciones físicas y ver más allá de esta limitada perspectiva terrenal».

## Versiones
En 1996, la versión de Psyche de «Goodbye Horses» fue lanzada como el lado B de su sencillo «You Ran Away». Esta grabación se popularizó lo suficiente como para que la banda decidiera hacer una versión extendida e incluirla en su álbum Strange Romance a finales del mismo año. Cuando el tráiler de Clerks II apareció promocionando la película, Psyche entró en el Top Ten de descargas iTunes. La canción está incluida en dos de las mejores recopilaciones, Misguided Angels (2000) y Legacy (2004), así como en una colección de CD de su gira australiana titulada Club Salvation, y sigue siendo un tema importante en el repertorio en vivo de la banda hasta el día de hoy.
La canción ha sido versionada por otros intérpretes como Gil Mantera's Party Dream. En 2009, The Airborne Toxic Event comenzó a interpretar una versión de la canción en sus presentaciones en vivo. The Whitest Boy Alive versionó la canción durante Lowlands '09. En octubre de 2009, Brad Sucks publicó una versión de «Goodbye Horses» en su sitio web. En su show NYE 2010/2011, la banda Snowden estrenó una versión en la que Corinne fue la voz principal. Sin embargo, aparte del original, solo la interpretación de Psique ha mantenido su popularidad.

## Cultura popular
- La canción aparece en las películas The Silence of the Lambs, Married to the Mob, Clerks II (en una escena que parodia a Silence) y la versión Maniac de 2012.
- También aparece en Grand Theft Auto: IV en la estación de radio Liberty Rock y el juego Skate 3.
- La canción se escucha en el video de la campaña Gucci para primavera/verano 2016.
- La canción se incluye en el tráiler de Deptford House party (Vol.5: The End) de Tommy Cordery.[2]
- La canción se puede escuchar en el décimo episodio de la cuarta temporada de The Last Man on Earth, cuando Karl está pintando a Gail.
- Chino Moreno (Deftones) junto con Shaun López  y Chuck Down en su proyecto Crosses también incluye una versión del tema en 2021.